# Svarthuvad kardinal
Svarthuvad kardinal (Pheucticus melanocephalus) är en amerikansk fågel i familjen kardinaler inom ordningen tättingar. Den är närbesläktad med den östligare arten brokig kardinal.

## Utseende och läte
Svarthuvad kardinal är en stor (18–20,5 cm) stenknäcksliknande fågel med kraftig näbb. Hanen är karakteristisk med svart huvud, orange på undersida, övergump och i ett halsband, svartaktig streckad rygg och svartvitt på vingar och stjärt. Honan är brunfärgad och mycket lik hona brokig kardinal med brett vitt ögonbrynsstreck och vitaktig halssida som inramar bruna örontäckare, mörkbrun hjässa med ett vitt centralt hjässband samt dubbla vita vingband och vita spetsar på tertialerna. Den har dock mer sparsamt streckat och mer beigefärgat bröst och en mörkare tvåfärgad näbb.

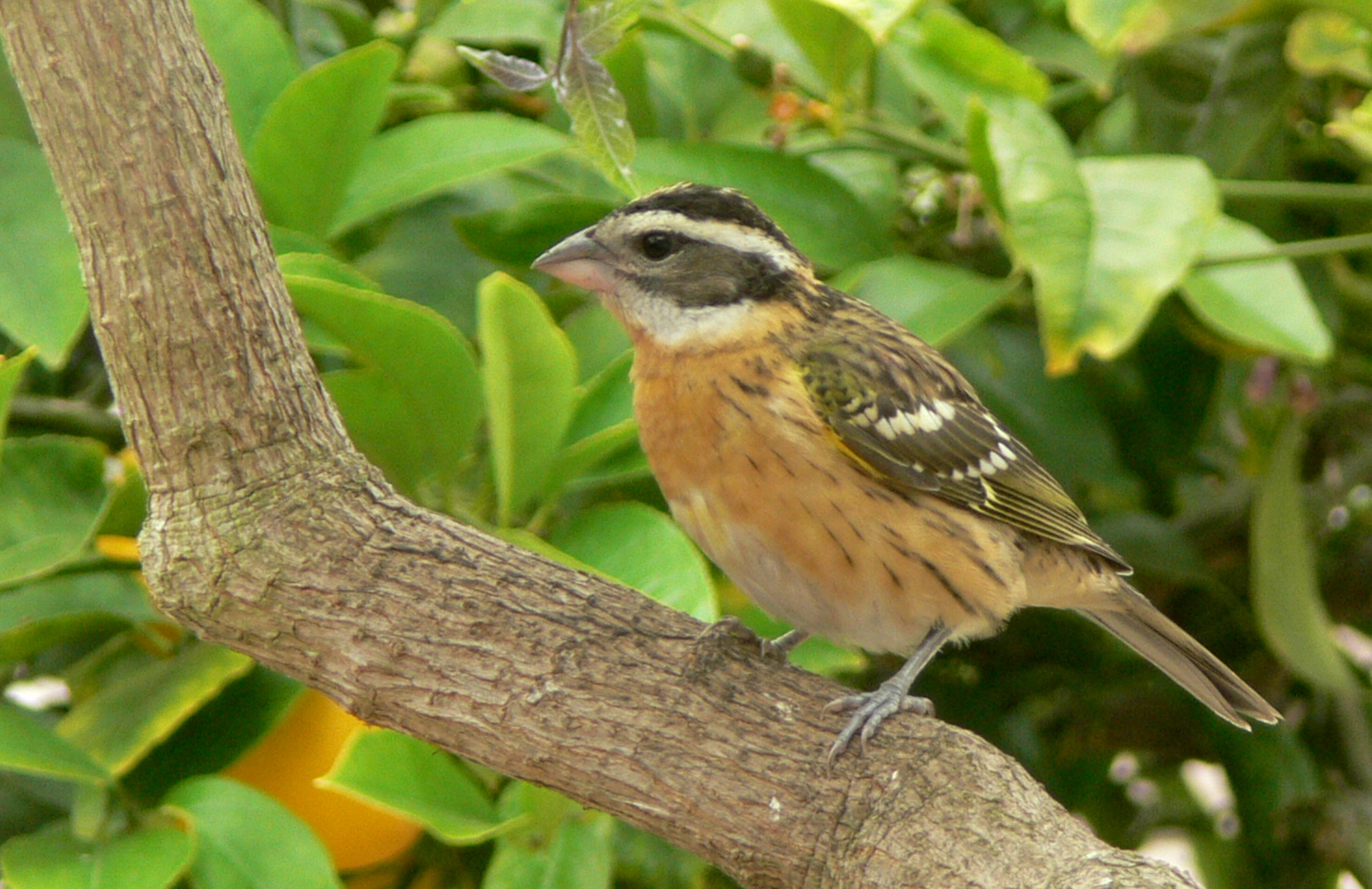
Hona

Sången trastlik likt brokig kardinal men är snabbare, ljusare och mer ombytlig. Även locklätet är likt, ett vasst "pik", dock något mindre gnissligt och mer ihåligt.

## Utbredning och systematik
Svarthuvad kardinal delas in i två underarter med följande utbredning:
- Pheucticus melanocephalus maculatus – förekommer i bergstrakter från sydvästra British Columbia till norra Baja California
- Pheucticus melanocephalus melanocephalus – förekommer från sydöstra British Columbia till Rocky Mountain, Great Plains och södra mexikanska platån

Arten är mycket nära släkt med brokig kardinal och hybridiserar frekvent där deras utbredningsområden möts.

## Levnadssätt
Svarthuvad kardinal är en vanlig fågel i högväxt lövskog, men hittas även i andra skogs- eller buskmarker, framför allt under flyttningen. Den ses ofta enstaka och tillbringar mycket av sin tid högt uppe i träden födosökande efter insekter, frukt och frön. Fågeln lägger ägg från slutet av april till slutet av juni i USA.

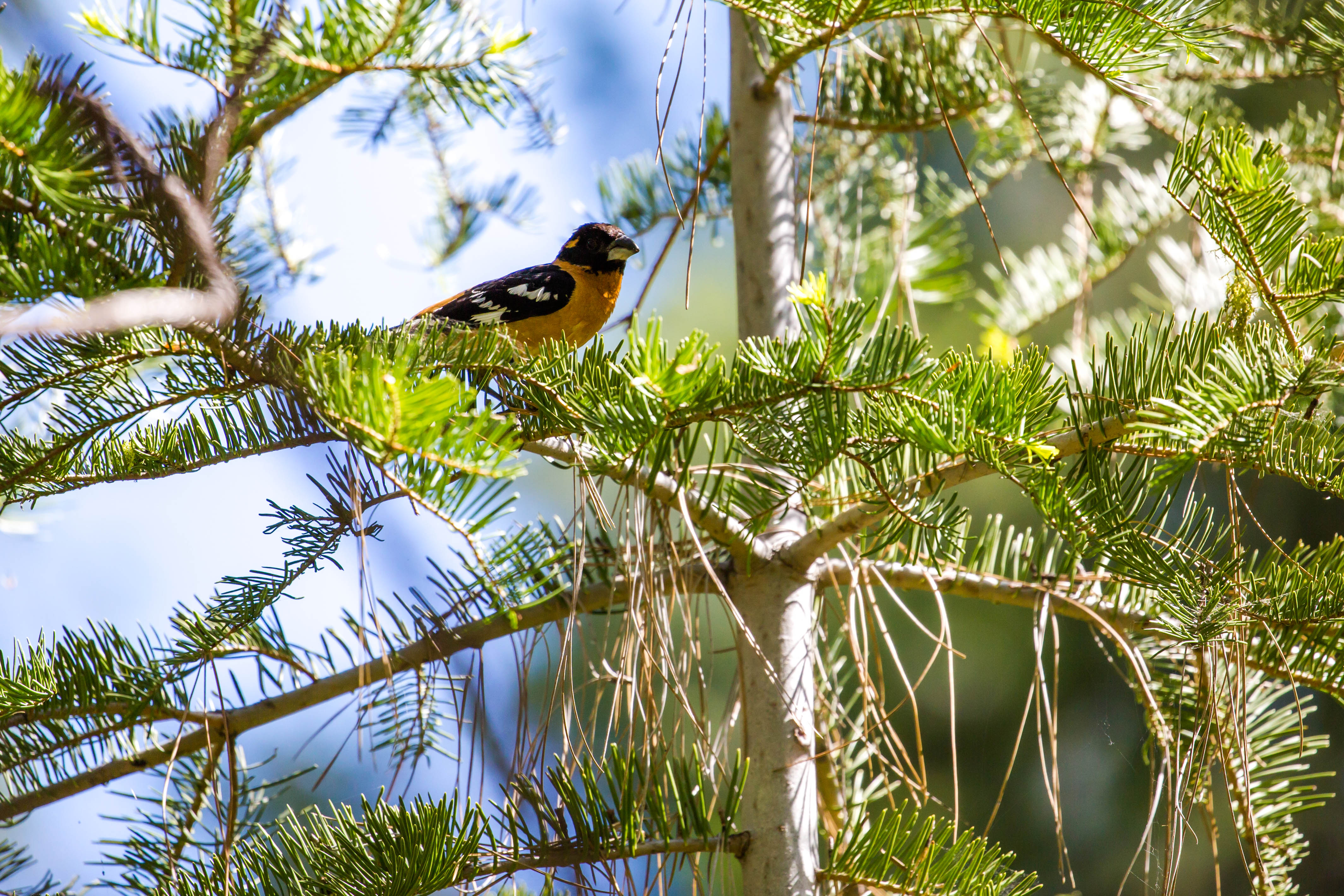

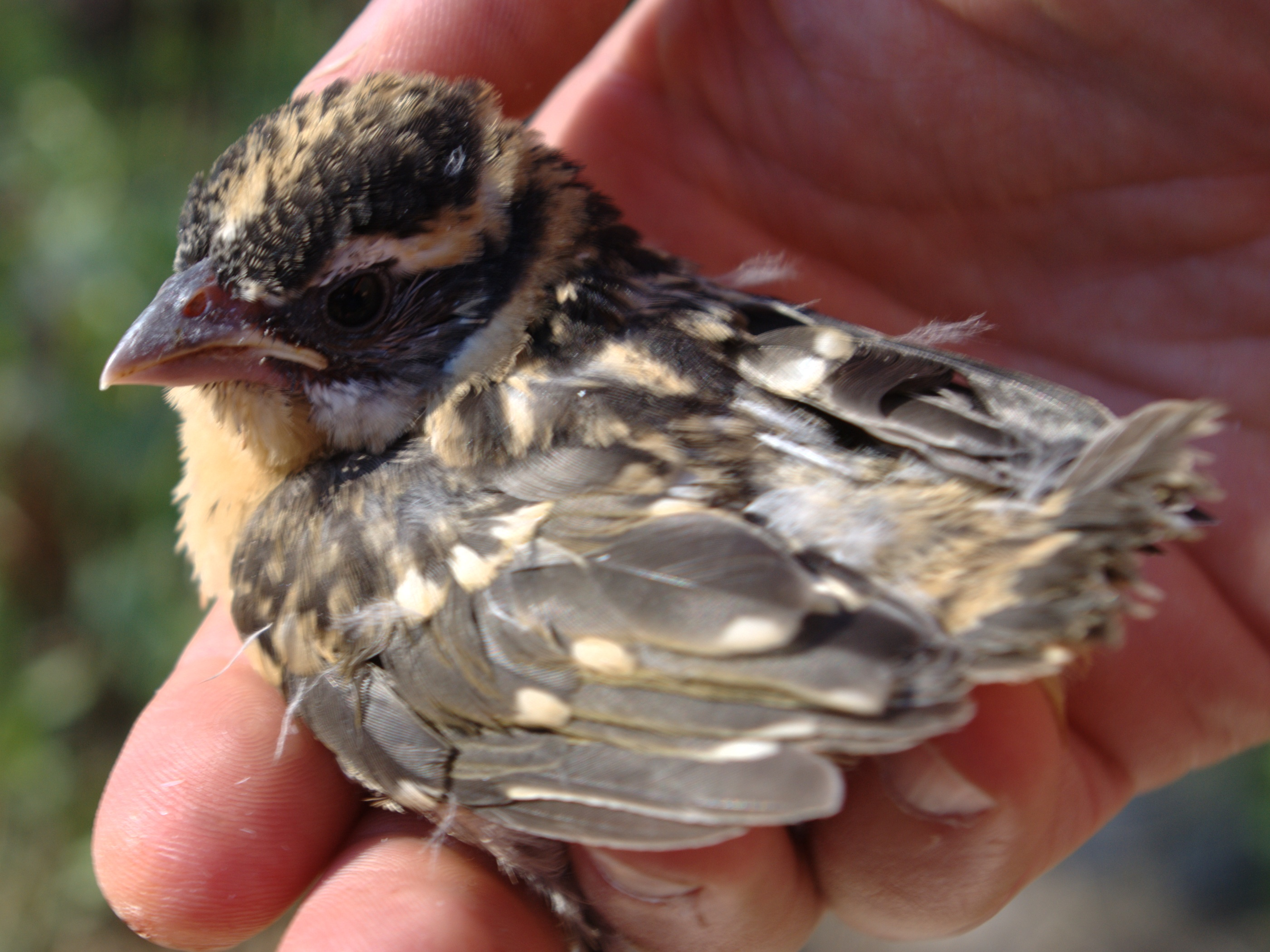
Nyligen flygg unge.

## Status och hot
Arten har ett stort utbredningsområde och en stor population, och tros öka i antal. Utifrån dessa kriterier kategoriserar IUCN arten som livskraftig (LC).